# Victor Entertainment
Victor Entertainment (яп. ビクターエンタテインメント株式会社 бикута: энтатэйммэнто кабусики гайся) — японская компания, подразделение JVCKenwood, которое занимается записью и распространением музыки, фильмов и прочей продукции сферы развлечений, таких как аниме и телевизионные шоу Японии.
Компания отделилась от JVC в апреле 1972 года и изначально называлась Victor Music Industries (яп. ビクター音楽産業 бикута: онгаку сангё:). В 1993 году она объединилась с Nihon ABC и поменяла имя на Victor Entertainment.

## Лейблы
- 3 Views
- Aosis Records
- BabeStar
- Cypress Showers
- Globe Roots
- Happy House
- Hihirecords
- Invitation
- JVC Jazz
- JVC World Sounds
- Mob Squad
- Nafin
- Speedstar International
- Speedstar Records
- Taishita
- Victor

## Исполнители
- Anthem
- Алиша Диксон
- Аяно Цудзи
- Арисака Мика
- The Back Horn
- Steve Barakatt
- Bonny Jacks
- Chocolate & Akito
- The Cobra Sisters
- Cymbals
- Daigo☆Stardust
- Лия, Дизон
- Dragon Ash
- FictionJunction YUUKA
- Full of Harmony
- Fumido
- Gari
- Going Under Ground
- Guniw Tools
- Harenchi Punch
- Михо Хатори
- Кадзиура Юки
- Каори Кобаяси
- Kiroro
- KOKIA
- Койдзуми Кёко
- Love Psychedelico
- Lunkhead
- Masumi
- Matt Bianco
- Merry
- Minmi
- Miz
- Накацука Такэси
- Нацукава Рими
- Оги Айна
- Оно Киёфуми
- Oozekitaku
- Paris Match
- PIG
- Quruli
- Remioromen
- Reol
- Сакамото Маая
- sakanaction
- savage genius
- See-Saw
- Shonen Kamikaze
- Singer Songer
- SMAP
- Southern All Stars
- Тахара Тосихико (после Pony Canyon)
- Такахаси Марико
- Tokyo Ethmusica
- Цудзи Аяно
- Югути Айми